# أندي نيلسون (لاعب كرة قدم أمريكية)
أندي نيلسون (بالإنجليزية: Andy Nelson)‏ هو لاعب كرة قدم أمريكية أمريكي، ولد في 27 مايو 1933 في آثنز في الولايات المتحدة.

## وصلات خارجية
- أندي نيلسون على موقع مرجع كرة القدم المحترفة.كوم (الإنجليزية)